# 豪勇七蛟龍 (中子星)
豪勇七蛟龍（The Magnificent Seven）是距離地球120至500秒差距一組正在冷卻的年輕孤立中子星的非正式名稱。這些天體也被稱為XDINS（X射線暗淡孤立中子星）或簡稱為XINS。

## 成員
第一個符合此分類的天體是RX J1856.5-3754，由天文學家Walter等人於1992年發現，並於1996年確認為中子星。「豪勇七蛟龍」一詞最初適用於RX J1856.5-3754、RBS1556、RBS1223、RX J0806.4-4132、RX J0720.4-3125、RX J0420.0-5022和MS 0317.7等天體。然而，很快就發現 MS 0317.7-6647實際上並非中子星。隨後天文學家在2001年，又發現了一個符合此分類的新天體：Calvera（X射線源）。自2001年以來，沒有出現新的合適候選人。豪勇七蛟龍所有七顆中子星都是由倫琴衛星發現的。